# Marátha Birodalom
A Marátha Birodalom vagy Marátha Konföderáció (gyakran Maratha változatban is) a 18. században az indiai szubkontinens nagy részét uralta. A birodalom hivatalosan 1674-ben, Cshatrapati Sivadzsí koronázásával jött létre, és 1818-ban omlott össze II. Bádzsí Ráó vereségével.

## Rövid története

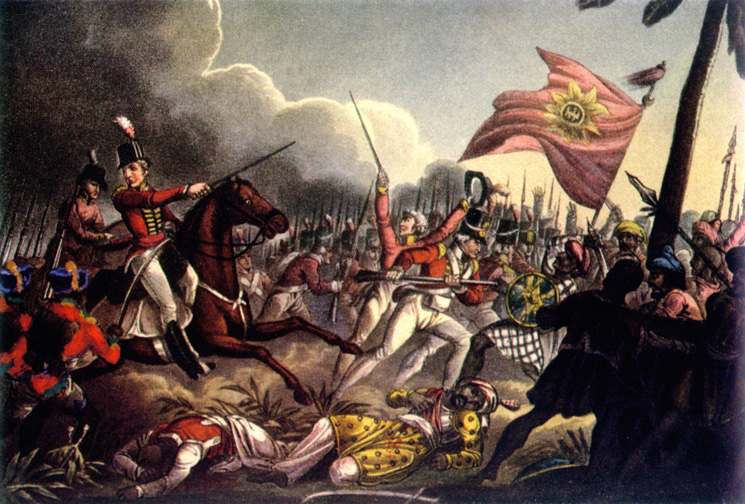
Arthur Wellesley tábornok (Wellington leendő hercege) a 2. zászlóalj 12. Madras bennszülött gyalogosezredének irányítója az 1803-as Assaye-i csatában

A marátha népcsoportot jellemzően marátha harcosok alkották, akik a nyugati Dekkán-fennsíkon (a mai Mahárástra) éltek. Hindu önrendelkezést hirdetve emelkedtek ki a többi népcsoport közül. Vezetőjük Cshatrapati Sivadzsí (1630–1680) volt. Vezetésével legyőzték az Ádil Sáhí-dinasztiát és birodalmat alapított Raigad fővárossal. A mozgékonyságukról ismert maráthák képesek voltak megszilárdítani területüket a mogul–marátha háborúk során, majd később az indiai szubkontinens nagy részét irányították.
A Marátha Birodalom szinte minden irányban háborút indított, váltakozó sikerrel.
A nagy birodalom hatékony kormányzása érdekében autonómiát kaptak a legerősebbek – ezért is nevezik az államot Marátha Konföderációnak is. A konföderációt alkotta az Indaurt uraló Holkar, a Gválijart uraló Scinidas, a Vadodarát uraló Gaikwads, a Nágpurt uraló Bhonsales, a Vidharbha-t uraló Meheres, a Dhart s Dewast uraló Puars uralkodóház és a Patwardhan-ház. Ez utóbbi család volt a feje Jamkhandi, Kurundvad Senior, Kurundvad Junior, Miraj Senior, Miraj Junior, Tasgaon, Mangalwedha and Sangli-nak. Az említett területek mérete várostól Magyarország méretű terület között változó.
1775-ben a Brit Kelet-India Társaság beavatkozott a peshwa család utódlási harcába Púnában, amely az első angol-maratha háborúhoz vezetett. A marathák nyertek, továbbra is kiemelkedő hatalom volt Indiában a második és a harmadik anglo-maratha háborúban (1805-1818) való vereségükig, aminek eredményeképpen a Kelet-Indiai Társaság irányította India legnagyobb részét.
A Maratha birodalom nagy része tengerpart volt, amelyet az erős Marátha haditengerészet biztosított. Nagyon sikeres volt a külföldi haditengerészeti hajók – különösen a portugál és a brit nemzet hajóinak – távol tartásában. A part menti területek védelme és a szárazföldi erődítmények építése a Marátha védelmi stratégiájának  kulcsfontosságú elemei voltak.

### A Birodalom Peshwa-i
A peshwák Púna (Mahárástra) városát uralták, de a Birodalmat irányították.
Az első uralkodó Báládzsi Visvánát (angol leírással Balaji Vishwanath) (uralkodott: 1713–1720) volt, aki a Maráhta Birodalom alapítójának unokájától nyerte rangját és a várost, mert ügyes diplomáciával megmentette széteséstől a Marátha Birodalmat.
A második uralkodó I. Bádzsí Ráó (1700–1740, uralkodott: 1720-1740) volt, akinek az uralkodó megerősítették Peshwa címét. Thorale Bádzsiráó néven is említik, amely marátha nyelven idősebbet jelent, így különböztetik meg unokájától, II. Bádzsí Ráó-tól.
A harmadik uralkodó Báládzsi Bádzsiráó (angol leírással: Balaji Bajirao (Báládzsi Bádzsi Ráó, 1721–1761, uralkodott: 1740–1761) volt,  I. Bádzsí Ráó fia. Uralma alatt a Maratha Birodalom részévé lett Pesavar. Ugyanakkor az afgán birodalom seregeitől súlyos vereséget szenved a harmadik panipati csatában. A kétszázezres afgán sereg ellen harmincezer harcossal kiálló Báládzsi Bádzsi Ráó vezette Marátha sereg szinte szó szerint megsemmisül, a seregét kísérő kétszázezer vallási zarándok és egyéb nem fegyveres harmadát koncolja fel a győztes.
A negyedik uralkodó I. Madhavráó (1745-1772, uralkodott: 1761–1772) sikerrel szilárdította meg a Birodalmat elődje katonai vereségét követően. A Marátha Feltámadás-ként emlegetett időszak a Marátha Birodalom legsikeresebb éveit jelenti, az uralkodót tartják a legsikeresebb Peshwanak.
Az ötödik uralkodó Narayanrao Bádzsí Ráó (Narayan Ráó, 1755-1773, uralkodott: 1772–1773) a palotaőrök keze által hal meg, leszúrták.
A hatodik uralkodó Raghunathrao (1734–1783, uralkodott: 1773–1774) trónra lépése előtt a Maratha hadsereg parancsnoka volt. Seregeivel bevette Attock várost is. Hatalmas hindu Marátha zászlót tétett ki a bevett város tornyára, innen nyerte becenevét: Ragho Bharari. A történészek szerint a birodalom hanyatlásának első jeleit uralma alatt vélik felfedezni.
A hetedik uralkodó II. Szávái Madhava Ráó Narayan (II. Madhavráó 1774-1795, 1774–1795) az ötödik peshwa posztumusz fiaként született. Negyven naposan lett peshwa-vá. Hatalma konszolidálását követően megállapodást kötött Brit Kelet-Indiai Társasággal, amelyben elismerték egymás hódításait, cserébe azért, hogy a Maratha Birodalom fellép a francia törekvések ellen, az angolok több területi kérdésben engedtek. Az egyezmény a második angol-marátha háborúig volt érvényben.
A nyolcadik uralkodó II. Bádzsí Ráó (Ráó Pandit Pandham, 1775–1851, uralkodott: 1796–1818) volt. Uralkodásának a második angol-marátha háború vetett véget, bujkálás után elfogták és Kanpur mellett tartották háziőrizetben az angolok haláláig. Hivatalosan ő volt az utolsó Maratha peswa.
Nána Száhib (1824–1857 eltűnt) Nana Govind Dhondu Pant néven született, az 1857-es felkelés (szipojlázadás) vezetője. Az utolsó peshwa, II. Bádzsí Ráó fogadott fiaként apja halála után a brit uralom ellen harcolók/lázadók élére állt, akik elismerték vezetőjüknek. Az első Indiai Függetlenségi Háború vezetőjeként fel akarta szabadítani egész Indiát a brit uralom alól. Pár napra sikerült bevennie Kánpurt, megostromolta Gválijart. A szervezett brit csapatok, nem kis mértékben köszönhetően a Kelet-Indiai társasággal szerződött államoknak (Alárendelt szövetség), leverték a felkelést. Nana Sahib-nak nyoma veszett, hivatalosan soha nem azonosították holttestét.

## Rangok a Maratha Birodalomban
Cshatrapati vagy angol írásmóddal Chhatrapati A Cshatrapati indiai királyi cím, amely leginkább a mi király címünkre hasonlít. Ez azt jelenti, hogy „Parasol Istene”. A címet először a Marátha Birodalom alapítója, Cshatrapati Sivadzsí (angolos írásmóddal: Chhatrapati Shivaji) használta. A címet Sivadzsí leszármazottai is használták.
Máhárádzs (angolosan Maharaj) jelentése: "nagy király‘. Először Cshatrapati Sivadzsí apja, Shahaji Raje Bhosale viselte. Magyarul a király apja jelentéssel bír. Maharadzsa
Máháráni A Máhárádzs női megfelelője.
Rádzse (angol forrásban Raje) Ezt a címet először Cshatrapati Sivadzsí nagyapja, Maloji Raje Bhosale viselte. Magyarul a király (apai ági) nagyapja jelentéssel bír. Rádzsa
Kshatriya Kulavantas Jelentése: a Kshatriya kaszt vezetője. Elsőként Cshatrapati Sivadzsí használta koronázásakor.
Sinhasanadheeshwar Jelentése: a trónra emelt király'. Elsőként Cshatrapati Sivadzsí használta koronázásakor.
Peshwa Perzsa eredetű szó, és azt jelenti: legelső, az első miniszter vagy miniszterelnök. Ezt a címet viselték a Marátha Birodalom miniszterelnökei.
Peshwin A Peshwa felesége. Magyarul Miniszterelnökné.
Daria Sarang A Marátha Haditengerészet főnöke vagy admirálisa.
Sena Khas Khel Ez az állam hadseregének parancsnokát jelenti.
Samser Báhádur vagy angolosan Shamsher Bahadur Ez a cím a vadordari maharadzsák viselték, elismert kard a jelentése.
Rádzs Rádzsesvár (angolosan írva Raj Rajeshwar) Jelentése: a királyok királya. A Holkari maharadzsák használták.
Mahárádzsadirádzs (angolosan Maharajadhiraj Ezt a címet az indauri maharadzsák használták. Jelentése: a királyok nagy királya. 
Shrimant Marátha királyi és nemesek által használt cím. Egy idő után a Marátha társadalom gazdag, jó módú és elismert 
tagjai is használták. A köznemes megfelelője.
Szárdár (Sardar) Ezt a címet a legmagasabb rangú marathi nemesek használták. A főnemes megfelelője.
Mánkári (Mankari) Örökletes cím. Azon marathi nemesek használhatták, akik jelentős földdel és pénzzel rendelkeztek. A cím lehetővé tette számukra néhány állami pozíció betöltését.
Szávái (Sawai) Jelentése: eggyel a többi felett.

## Fordítás
- Ez a szócikk részben vagy egészben  az   India című angol Wikipédia-szócikk Early modern India című fejezete ezen változatának fordításán alapul.  Az eredeti cikk szerkesztőit annak laptörténete sorolja fel. Ez a jelzés csupán a megfogalmazás eredetét és a szerzői jogokat jelzi, nem szolgál a cikkben szereplő információk forrásmegjelöléseként.
- Ez a szócikk részben vagy egészben  a   Maratha Empire című angol Wikipédia-szócikk ezen változatának fordításán alapul.  Az eredeti cikk szerkesztőit annak laptörténete sorolja fel. Ez a jelzés csupán a megfogalmazás eredetét és a szerzői jogokat jelzi, nem szolgál a cikkben szereplő információk forrásmegjelöléseként.
- Ez a szócikk részben vagy egészben  a   Maratha titles című angol Wikipédia-szócikk ezen változatának fordításán alapul.  Az eredeti cikk szerkesztőit annak laptörténete sorolja fel. Ez a jelzés csupán a megfogalmazás eredetét és a szerzői jogokat jelzi, nem szolgál a cikkben szereplő információk forrásmegjelöléseként.
- Ez a szócikk részben vagy egészben  a   Maratha Peshwa and Generals from Bhat Family című angol Wikipédia-szócikk ezen változatának fordításán alapul.  Az eredeti cikk szerkesztőit annak laptörténete sorolja fel. Ez a jelzés csupán a megfogalmazás eredetét és a szerzői jogokat jelzi, nem szolgál a cikkben szereplő információk forrásmegjelöléseként.
- Ez a szócikk részben vagy egészben  a   Peshwa című angol Wikipédia-szócikk ezen változatának fordításán alapul.  Az eredeti cikk szerkesztőit annak laptörténete sorolja fel. Ez a jelzés csupán a megfogalmazás eredetét és a szerzői jogokat jelzi, nem szolgál a cikkben szereplő információk forrásmegjelöléseként.